# 龙王山 (安吉县)
龙王山，是一座位于浙江省天目山區安吉县境内的山峰，临近安徽省，海拔1587米，是龙王山自然保护区内的最高峰，有“天目第一峰”之称，为黄浦江源头。登峰线路未被开发，是登山爱好者的很好的历练风景区。